# Arundinaria variegata
Espèce
Synonymes
Arundinaria fortunei 'variegata'
Classification phylogénétique
Arundinaria variegata est une espèce de bambou de la famille des Poaceae.
Synonyme : Arundinaria fortunei 'variegata' (baptisée ainsi en l’honneur de Robert Fortune)

## Caractéristiques
- hauteur : de 20 cm à 1 m
- résistance au froid : bonne à très bonne.
- caractéristiques : feuilles longues panachées longitudinalement, blanc crème.
- exigences : tout type de sol et d'exposition. À l’ombre, la panachure du feuillage a tendance à s’estomper et les chaumes, si le terrain est riche, risquent de s’étioler.
- utilisations : rocaille, talus, bordure, petit massif taillé, jardinière.

## Références

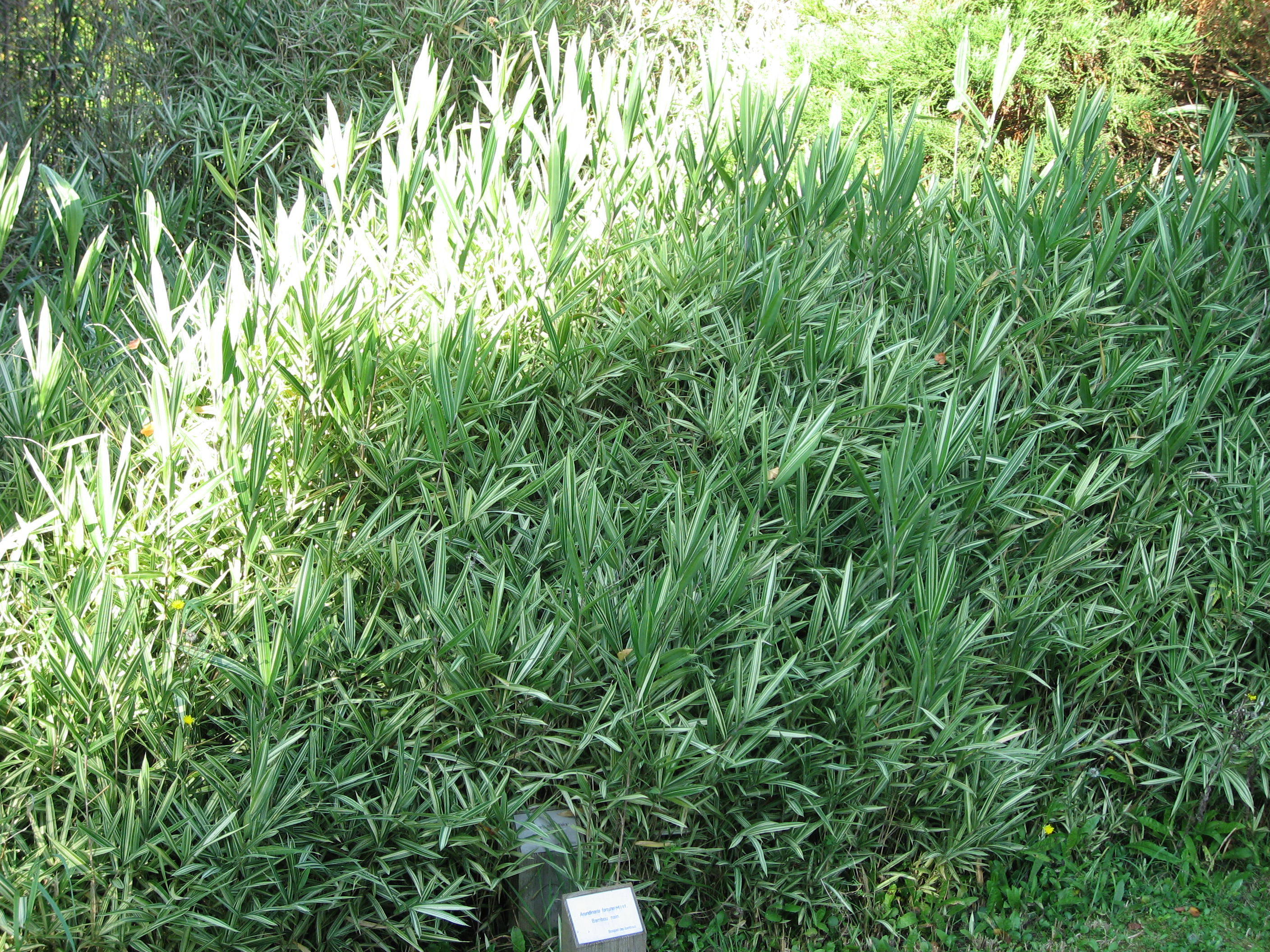
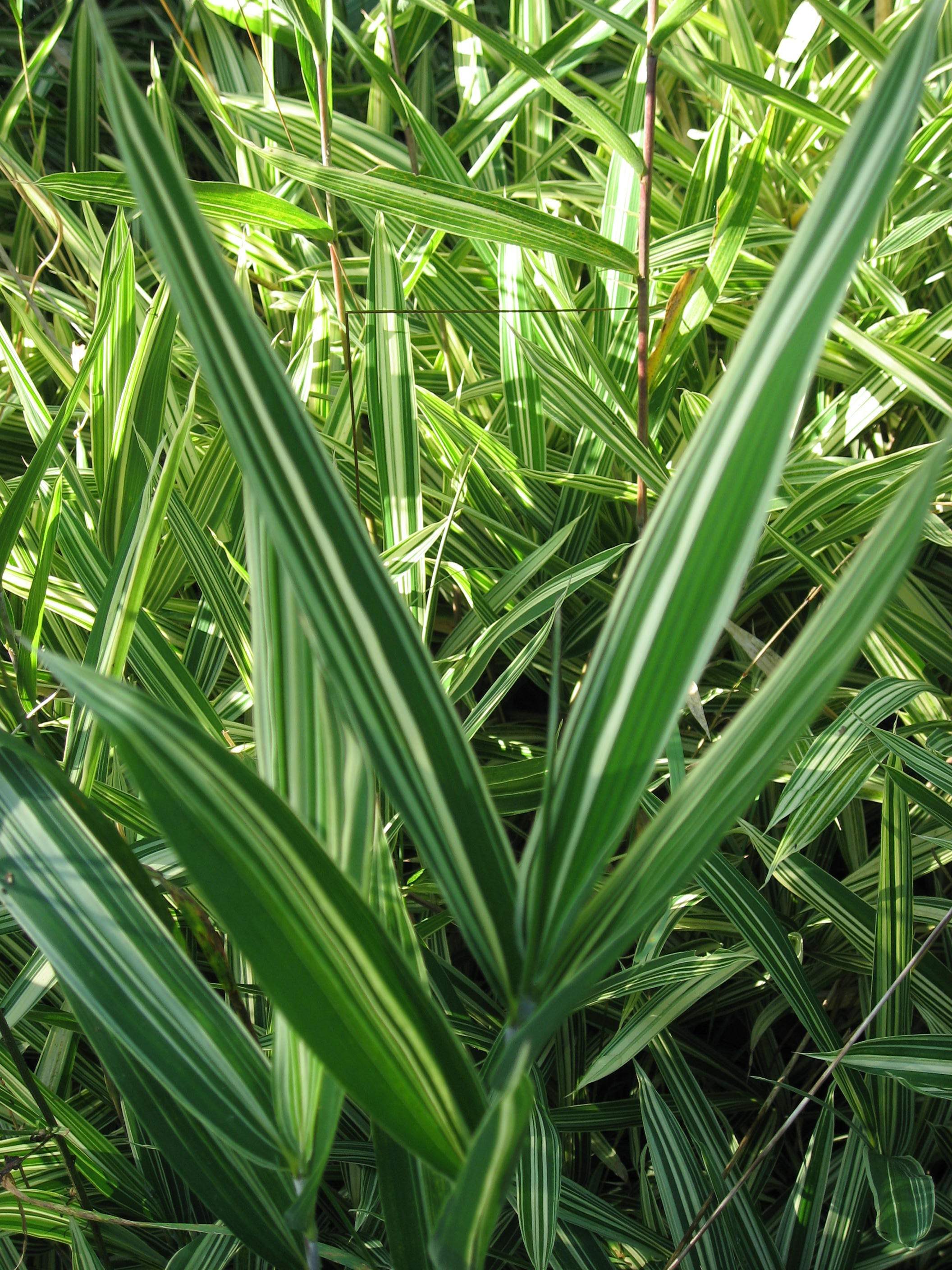